# Cycloteuthoidea
Cycloteuthoidea Naef, 1923 è una superfamiglia di molluschi cefalopodi decapodiformi, una delle sette appartenenti all'ordine Oegopsida.

## Descrizione
I membri di questa superfamiglia, che da adulti variano nelle dimensioni da piccole a medie, condividono le particolarità già presenti negli Oegopsida, come l'assenza di una tasca per i tentacoli, con connessione tra imbuto e mantello che raggiunge il margine anteriore del mantello. Le braccia presentano due file di ventose che nella manus, la parte basale della clava del tentacolo, hanno solitamente un lungo peduncolo e sono disposte in tre o quattro file sul dactylus (ultima parte del tentacolo).
Gli autori della fonte qui utilizzata indicano, pur nella vicinanza morfologica tra le due famiglie dissimili solo nella clava del tentacolo, la loro diversa classificazione in base alle analisi filogenetiche effettuate.

## Tassonomia
La superfamiglia comprende le seguenti due famiglie:
- Brachioteuthidae Pfeffer, 1908
- Cycloteuthidae Naef, 1923